# Drudenfuß (Heraldik)

Wappen Weiler-Rems mit Drudenfuß

Der Drudenfuß stellt in der Heraldik eine gemeine Figur dar. Das Aussehen ist ein Pentagramm, d. h. ein Stern mit fünf Spitzen, wobei die Kanten mit je einer Geraden so untereinander verbunden sind, dass die Zeichenzüge an derselben Spitze beginnen und enden. Häufig wird die Figur als geflochtenes Band dargestellt im Stil eines Knotenmusters.
Weitere Bezeichnungen der Figur sind Alpfuß, Pentalpha, Fünfstern, Alfenfuß, Alpkreuz und Drudenkreuz. In der Literatur sind auch die Begriffe Alpenkreuz und Albenkreuz zu finden. Trotz der letzteren Bezeichnungen handelt es sich beim Drudenfuß nicht um ein Kreuz im eigentlichen Sinn. 
Der Begriff Drudenfuß wird in der Heraldik für alle Pentagramme verwendet, egal ob die Figur mit der Spitze nach oben oder unten zeigt.

## Der Drudenfuß in Wappen
Der Drudenfuß wird in vielen Wappen verwendet. Bezüglich der Farbdarstellung ist dabei alles erlaubt, wobei die Figur in einer Farbe oder als Metall dargestellt wird. Beispiele:

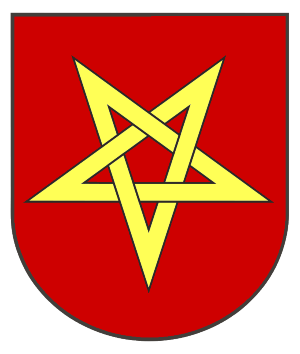
Efringen
Giebenach
Haaksbergen (Niederlande)
Knielingen
Preist
Ramsau (Niederösterreich)
Schlotheim
Schönecken

Auch in Familienwappen findet sich der Drudenfuß, zum Beispiel im Wappen des Geschlechts Kleinsorgen.

## Der Drudenfuß auf Flaggen und Staatswappen
Der Drudenfuß findet sich auch in der Flagge und dem Wappen Marokkos sowie Äthiopiens (als „Siegel des Salomo“).

Flagge Marokkos
Wappen Marokkos
Flagge Äthiopiens
Wappen Äthiopiens

## Andere fünfzackige Sterne
Fünfzackige Sterne, die einem ausgefüllten Pentagramm entsprechen, finden sich auf vielen Nationalflaggen, z. B. denen der USA, der EU und vieler weiterer Länder, ebenso beim Roten oder Sowjet-Stern und auf den Flaggen vieler islamischer Länder. Die Zahl Fünf hat im Islam besondere Bedeutung wegen der Fünf Säulen. Der fünfzackige Stern findet sich auch im Hoheitszeichen der United States Air Force oder als Logo der Texaco und anderer Unternehmen.

Roter Stern
Abzeichen der U.S. Air Force
Wappen Italiens